# Schlanksalmler
Die Schlanksalmler (Lebiasinidae), auch Spritzsalmlerverwandte genannt, sind eine Familie aus der Ordnung der Salmlerartigen. Die Fische leben in ganz Südamerika (außer in Chile), sowie in Mittelamerika in Panama und Costa Rica. Einige wenige Arten sind Neozoen in Trinidad und Tobago. Besonders die kleinen Arten aus der durch kurzes Maxillare (Oberkiefer) charakterisierten Unterfamilie Pyrrhulininae sind beliebte Süßwasserzierfische.

## Merkmale
Die schlanken, seitlich nur wenig zusammengedrückten Fische werden 1,6 bis 16 Zentimeter lang. Der Kopf ist meist spitz, das Maul klein und oberständig. Eine Fettflosse kann vorhanden sein, aber auch fehlen. Die Schuppen sind cycloid und groß. Die Afterflosse hat 8 bis 14 Flossenstrahlen. Die Rückenflosse befindet sich für gewöhnlich oberhalb der Bauchflossen vor der Afterflosse, beim Tribus Pyrrhulinini kann sie auch dahinter sein. Die Schwanzflosse ist kurz und gegabelt, beim Tribus Pyrrhulinini, ist der obere Teil größer. Das Seitenlinienorgan ist auf wenige Schuppen reduziert, kann auch vollständig fehlen. Einige Gattungen zeigen einen Sexualdimorphismus, die Flossen der Männchen sind verlängert.

## Lebensweise
Schlanksalmler leben vor allem in halbschattigen, stark bewachsenen, stehenden Gewässern. Sie sind keine Schwarmfische, sondern leben in lockeren Verbänden.

## Systematik
2003 zählten Marilyn Weitzman und Stanley H. Weitzman zwei Unterfamilien, zwei Triben, sieben Gattungen und 61 Arten zur Familie Lebiasinidae, wobei Pyrrhulina melanostoma von ihnen nicht berücksichtigt wurde. Nach 2003 wurden weitere 7 neue Arten beschrieben sowie auf noch unbeschriebene, neue Arten hingewiesen:

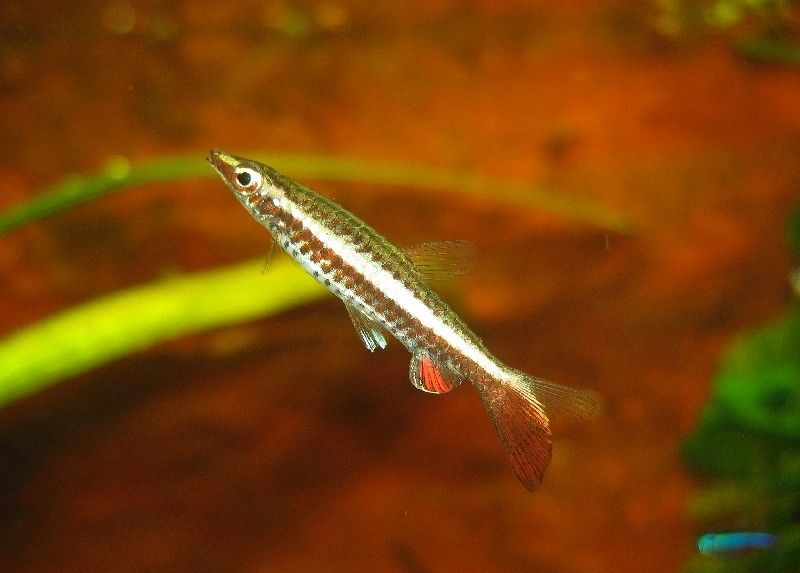
Spitzmaul-Ziersalmler
(Nannostomus eques)

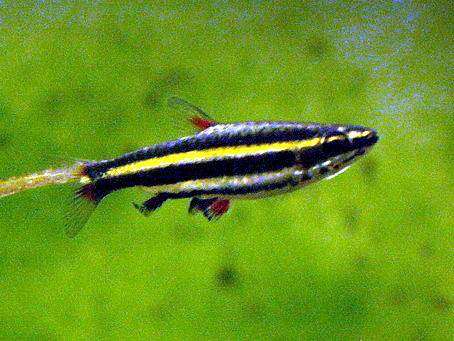
Zwergziersalmler (Nannostomus marginatus)

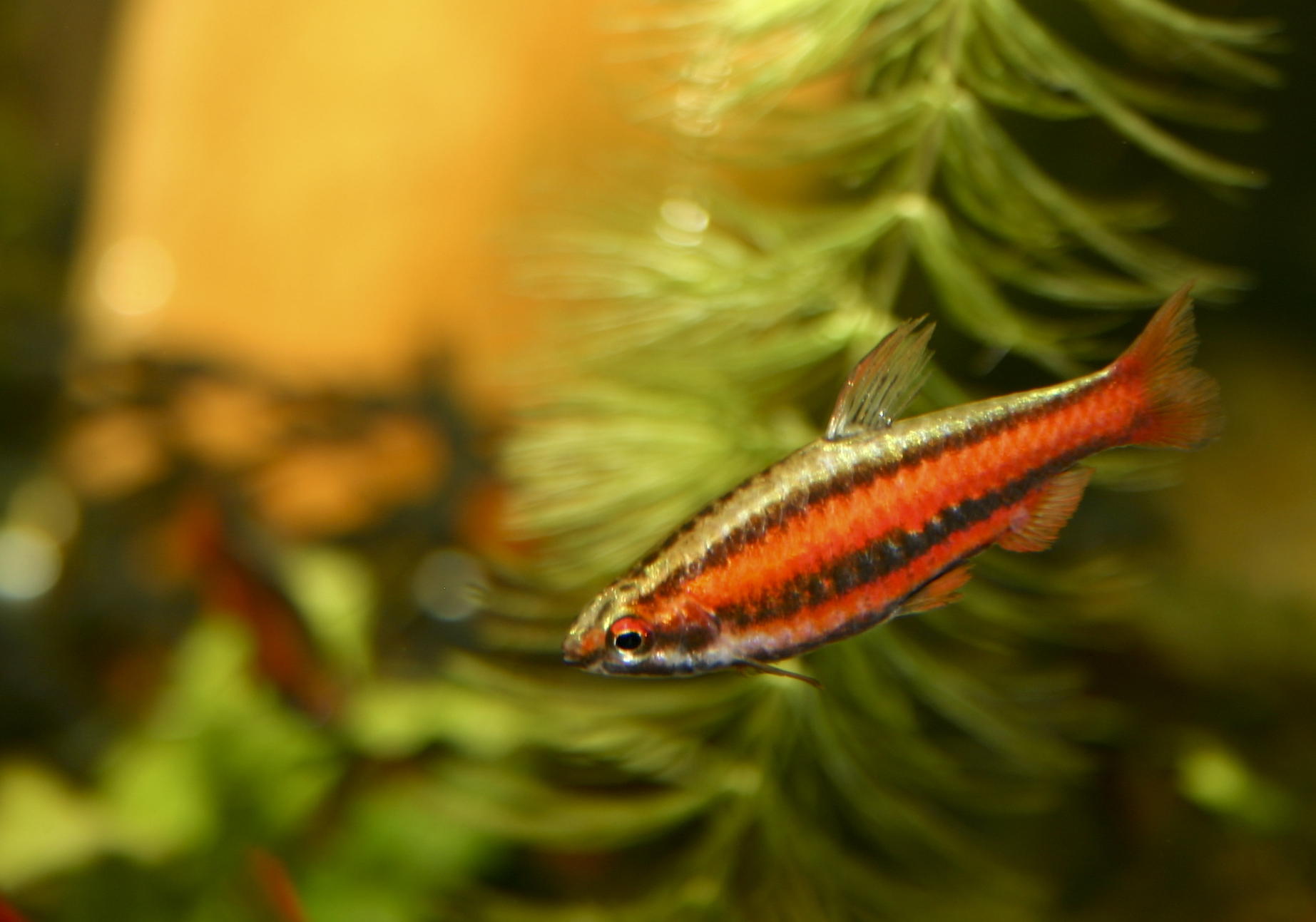
Purpurziersalmler
(Nannostomus mortenthaleri)

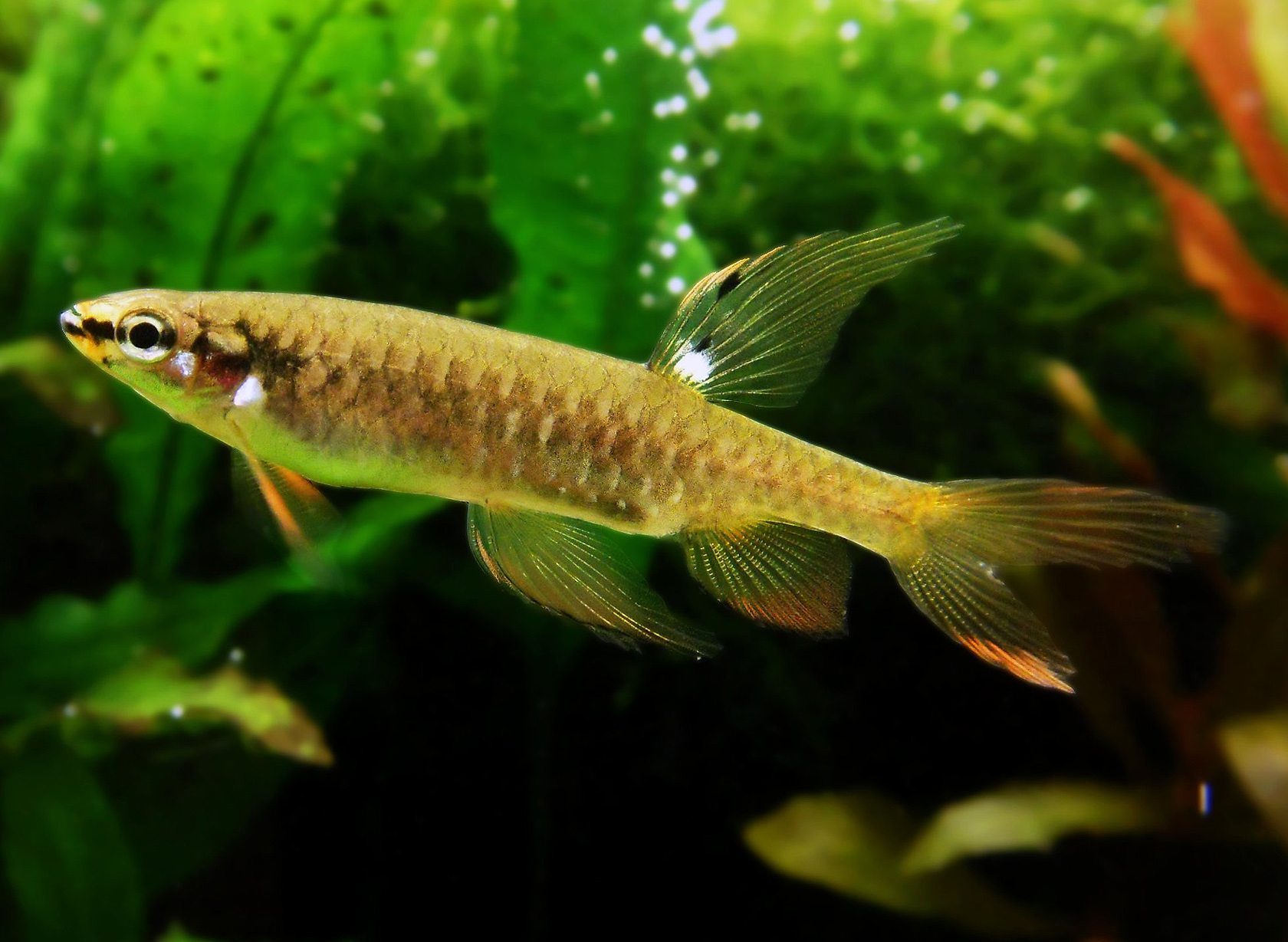
Spritzsalmler
(Copella arnoldi)

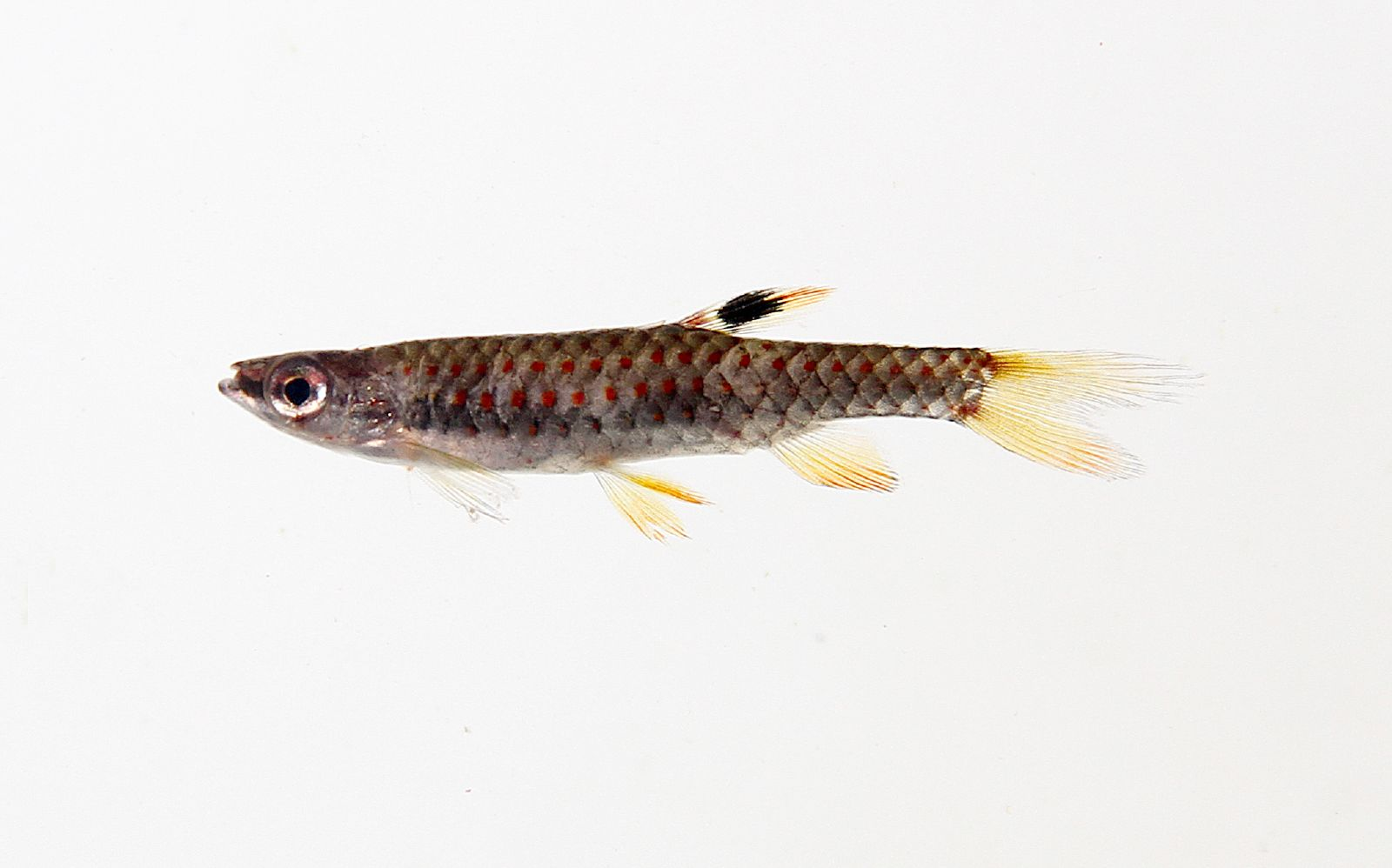
Copella sp.

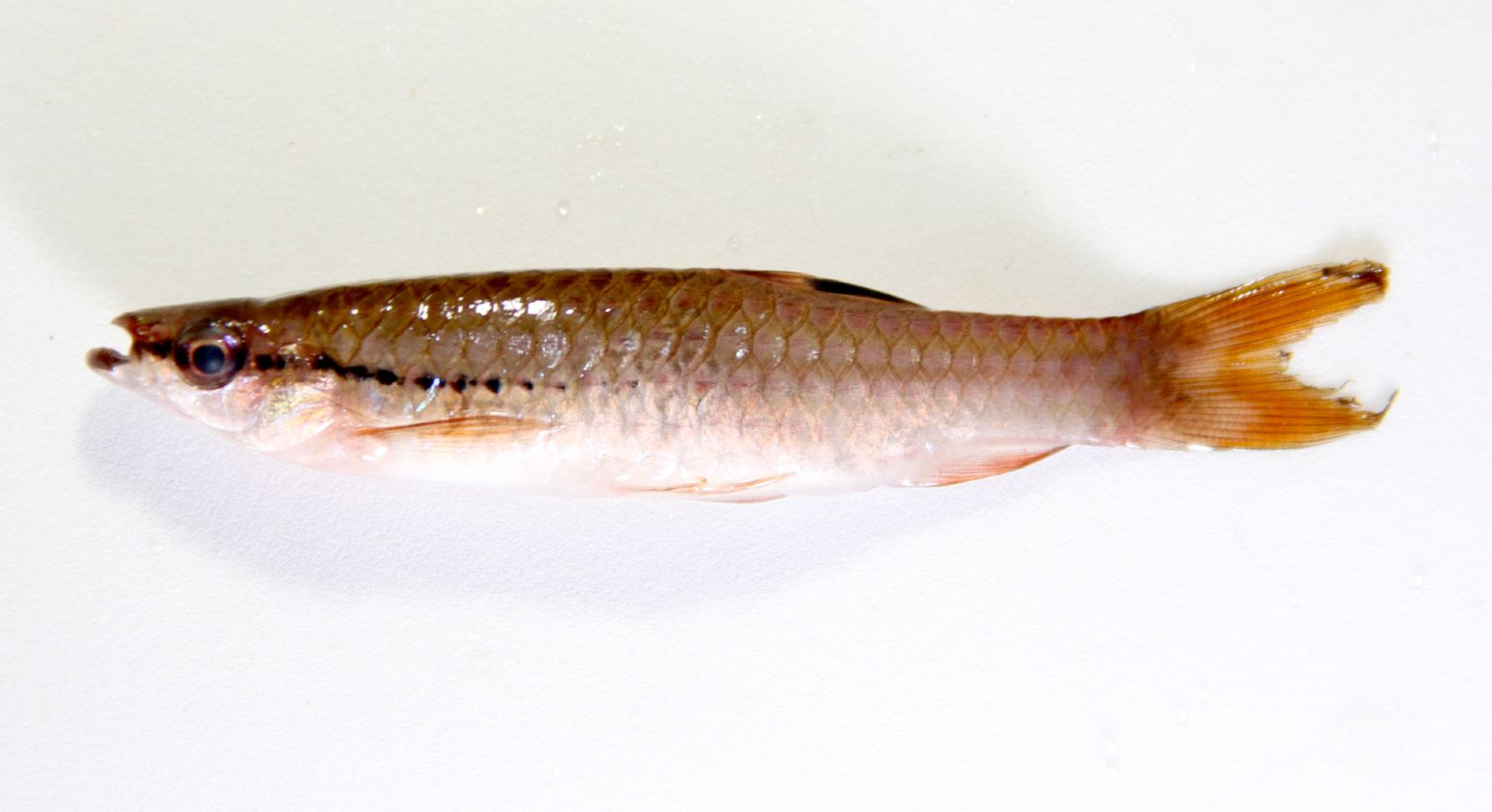
Pyrrhulina sp.

### Unterfamilie Pyrrhulininae
Drei Branchiostegalstrahlen, Maxillare kurz.
- Tribus Nannostomini
  - Gattung Nannostomus
    - Nannostomus anduzei Fernandez & Weitzman, 1987
    - Längsbandziersalmler (Nannostomus beckfordi Günther, 1872)
    - Zweiband-Ziersalmler (Nannostomus bifasciatus Hoedeman, 1954)
    - Nannostomus britskii Weitzman, 1978
    - Zweistreifen-Ziersalmler (Nannostomus digrammus (Fowler, 1913))
    - Spitzmaul-Ziersalmler (Nannostomus eques Steindachner, 1876)
    - Espes Ziersalmler (Nannostomus espei (Meinken, 1956))
    - Nannostomus grandis Zarske, 2011[3]
    - Goldbinden-Ziersalmler (Nannostomus harrisoni (Eigenmann, 1909))
    - Nannostomus limatus Weitzman, 1978
    - Zwergziersalmler (Nannostomus marginatus Eigenmann, 1909)
    - Marylins Ziersalmler (Nannostomus marilynae Weitzman & Cobb, 1975)
    - Kleiner Ziersalmler (Nannostomus minimus Eigenmann, 1909)
    - Purpurziersalmler (Nannostomus mortenthaleri Paepke & Arendt, 2001)
    - Schmuck-Ziersalmler (Nannostomus nitidus Weitzman, 1978)
    - Nannostomus rubrocaudatus Zarske, 2009[4]
    - Dreibinden-Ziersalmler (Nannostomus trifasciatus Steindachner, 1876)
    - Einbinden-Ziersalmler (Nannostomus unifasciatus Steindachner, 1876)
- Tribus Pyrrhulinini
  - Gattung Copeina (Fowler, 1906)[8]
    - Forellensalmler (Copeina guttata (Steindachner, 1876))
    - Copeina osgoodi Eigenmann, 1922

  - Gattung Copella[9]
    - Spritzsalmler (Copella arnoldi (Regan, 1912))
    - Copella callolepis (Regan, 1912)
    - Copella compta (Myers, 1927)
    - Eigenmanns Copella (Copella eigenmanni (Regan, 1912))
    - Natterers Copella (Copella nattereri (Steindachner, 1876))
    - Regenbogen-Copella (Copella vilmae Géry, 1963)

  - Gattung Pyrrhulina
    - Augenstrichsalmler (Pyrrhulina australis Eigenmann & Kennedy, 1903)
    - Pyrrhulina beni Pearson, 1924
    - Schuppenflecksalmler (Pyrrhulina brevis Steindachner, 1876)
    - Pyrrhulina capim Vieira & Netto-Ferreira, 2019
    - Pyrrhulina eleanorae Fowler, 1940
    - Pyrrhulina elongata Zarske & Géry, 2001
    - Pyrrhulina filamentosa Valenciennes in Cuvier & Valenciennes, 1847
    - Pyrrhulina laeta (Cope, 1872)
    - Pyrrhulina lugubris Eigenmann, 1922
    - Pyrrhulina macrolepis Ahl & Schindler, 1937
    - Pyrrhulina maxima Eigenmann & Eigenmann, 1889
    - Pyrrhulina melanostoma (Cope, 1870)[2]
    - Pyrrhulina obermulleri Myers, 1926
    - Rachovs Pyrrhulina (Pyrrhulina rachoviana Myers, 1926)
    - Riesen-Pyrrhulina (Pyrrhulina semifasciata Steindachner, 1876)
    - Dreipunkt-Pyrrhulina (Pyrrhulina spilota Weitzman, 1960)
    - Pyrrhulina stoli Boeseman, 1953
    - Kopfbindensalmler (Pyrrhulina vittata Regan, 1912)
    - Zick-Zack-Pyrrhulina (Pyrrhulina zigzag Zarske & Géry, 1997)

### Unterfamilie Lebiasininae
Vier Branchiostegalstrahlen, Maxillare relativ lang.
- Gattung Derhamia
  - Derhamia hoffmannorum Géry & Zarske, 2002
- Gattung LebiasinaLebiasina sp.

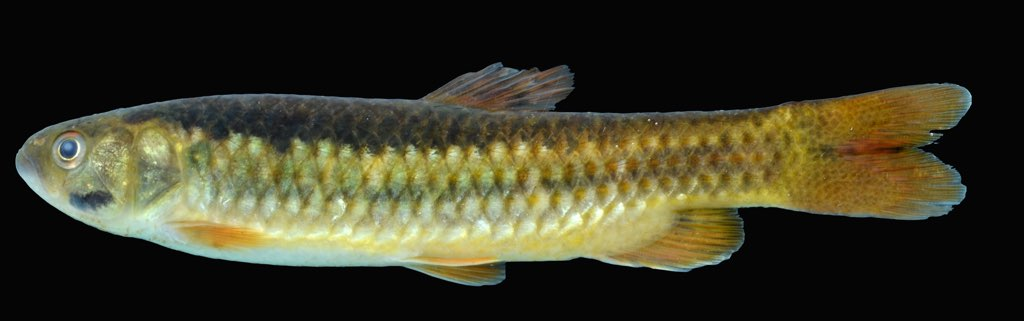
Lebiasina sp.

  - Lebiasina bimaculata Valenciennes, 1847
  - Lebiasina chucuriensis Ardila Rodríguez, 2001
  - Lebiasina floridablancaensis Ardila Rodríguez, 1994
  - Lebiasina intermedia Meinken, 1936
  - Lebiasina marilynae Netto-Ferreira, 2012[6]
  - Lebiasina melanoguttata  Netto-Ferreira, 2012[6]
  - Lebiasina minuta  Netto-Ferreira, 2012[6]
  - Lebiasina multimaculata Boulenger, 1911
  - Lebiasina narinensis Ardila Rodríguez, 2002[7]
  - Lebiasina provenzanoi Ardila Rodríguez, 1999
  - Lebiasina uruyensis Fernández-Yépez, 1967
  - Lebiasina yuruaniensis Ardila Rodríguez, 2000
- Gattung PiabucinaPiabucina boruca
  - Piabucina astrigata Regan, 1903

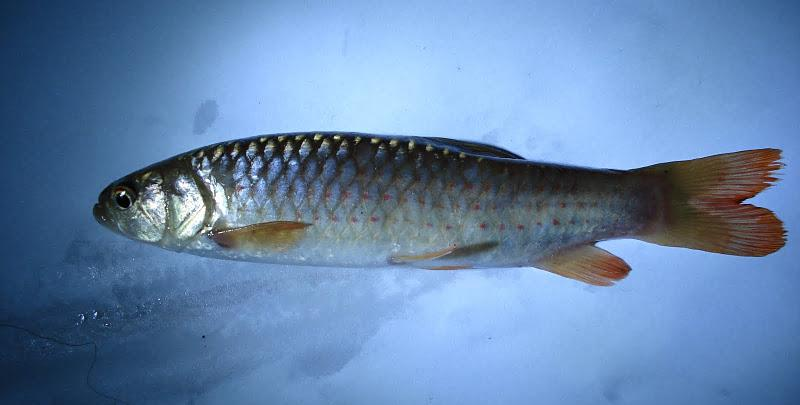
Piabucina boruca

  - Piabucina aureoguttata Fowler, 1911
  - Piabucina boruca Bussing, 1967
  - Piabucina elongata Boulenger, 1887
  - Piabucina erythrinoides Valenciennes, 1850
  - Piabucina festae Boulenger, 1899
  - Piabucina panamensis Gill, 1877
  - Piabucina pleurotaenia Regan, 1903
  - Piabucina unitaeniata Günther, 1864